# Карнахан, Джин
Джин Энн Карпентер Карнахан (англ. Jean Anne Carpenter Carnahan; 20 декабря 1933 — 30 января 2024) — американский политик, сенатор от штата Миссури (демократы) в 2001—2002 годах. Стала первой женщиной, представляющей Миссури в Сенате США. Была назначена сенатором решением губернатора, поскольку на должность в сенате была избрана не она, а её муж Мел Карнахан, губернатор штата Миссури, погибший в авиакатастрофе за несколько недель до выборов, но оставленный в избирательном бюллетене. В 2002 году Джин Карнахан проиграла выборы в сенат. В 2004 году членом Палаты представителей США был избран её сын Расс Карнахан.
Джин Карнахан вела активную общественную жизнь, опубликовала несколько книг.

## Сочинения
- (1998) If Walls Could Talk: The Story of Missouri’s First Families. MMPI ISBN 0-9668992-0-2.
- (1999) Christmas at the Mansion. MMPI ISBN 0-9668992-1-0.
- (2000) Will You Say a Few Words?. Walsworth Publishing Co. ISBN 0-8262-1513-0.
- (2004) Don’t Let the Fire Go Out!. University of Missouri Press. ISBN 0-8262-1513-0.